# Foltergarten der Sinnlichkeit 2
Foltergarten der Sinnlichkeit 2 (Baba Yaga) ist ein italienisch-französischer dem Exploitation-Genre zugehöriger Erotikfilm mit Horror- und Mystery-Elementen von Corrado Farina. Der Film basiert lose auf der Comicfigur Valentina des italienischen Comiczeichners Guido Crepax.
Entgegen dem deutschen Filmtitel handelt es sich bei dem Werk nicht um eine Fortsetzung von Joe D’Amatos Foltergarten der Sinnlichkeit (der erst 1975 entstand!), sondern um einen eigenständigen Film, in dem ebenfalls George Eastman mitwirkt.

## Handlung
Auf dem nächtlichen Heimweg von einer Party wird die junge Fotografin Valentina Rosselli beinahe von einem Rolls-Royce erfasst. Die Fahrerin stellt sich der geschockten Passantin als geheimnisvolle „Baba Yaga“ vor und beharrt darauf, die Fußgängerin nach Hause zu chauffieren. Unterwegs erklärt Baba ihrer Begleiterin, dass ihr Zusammentreffen keineswegs zufällig, sondern vorherbestimmt sei. Des Weiteren fordert sie von Valentina einen persönlichen Gegenstand, den sie ihr umgehend zurückbringen will. Noch in der gleichen Nacht wird die Fotografin von surrealen Albträumen geplagt, denen sie zunächst keine Bedeutung beimisst. 
In Wirklichkeit ist Baba ein dämonisches, hexenähnliches Wesen mit fetischistischen Neigungen. Die mutmaßliche Lesbe versucht Valentina mit ihren übernatürlichen Kräften zu verwirren und zu verführen, was ihr auch gelingt.
Schon bald nach der ersten unfreiwilligen Begegnung besucht die offenbar wohlhabende Baba ihre neue Bekanntschaft in deren Wohnung. Dort weckt eine moderne Mittelformatkamera ihr Interesse, welche sie sekundenlang fasziniert berührt. Fortan entwickelt die Rolleiflex ein beunruhigendes Eigenleben und verursacht folgenschwere Unfälle. Zudem verschärfen sich Valentinas erotische Träumereien, die Grenzen zwischen Realität und Fiktion verschwimmen. Daneben gibt sich Valentina dem liebenswerten Regisseur Arno hin, obgleich sie sich auch zu der mysteriösen Baba Yaga hingezogen fühlt.
Bei Valentinas kurzem Gegenbesuch in Baba Yagas halbverfallener Villa erhält sie von der Gastgeberin eine in frivole SM-Kleidung gehüllte Puppe namens Anette zum Geschenk. Die sonderbare Puppe nimmt während eines Fotoshootings Menschengestalt an und tötet ein befreundetes Fotomodell. Die ungläubige Valentina, die nun nicht mehr Visionen von Erlebtem trennen kann, vertraut sich ihrem Freund Arno an. Von Baba Yaga manipuliert, besucht sie diese erneut in deren Domizil. Hier offenbart sich die Hausherrin der Fotografin als ein Wesen aus einer anderen Welt. Unterdessen findet Arno die Adresse heraus und dringt ins Haus ein. Dort gelingt es ihm in einem Spiel mit Illusion und Wirklichkeit die mörderische Puppe Anette aufzuhalten und zu zerstören. Am Ende des Films ist die Hexe gebannt und Valentina und Arno erfahren von der eingetroffenen Polizei, dass die Villa seit Jahren leerstünde.